# Воронина башня
Воронина башня — одна из сохранившихся до наших дней башен Смоленской крепостной стены.

## Местонахождение и внешний вид
Воронина башня находится на улице Маршала Жукова, за домом номер 12. Находится в составе самого длинного из сохранившихся участков Смоленской крепостной стены, между башнями Заалтарной и Долгочевской (обе сохранились). Представляет собой четырёхугольную башню. Ранее реставрировалась, имеет крышу. В башне отсутствуют перекрытия. Вход в башню возможен со стороны улицы Маршала Жукова. Подо что-либо в настоящее время башня не используется, прилегающая территория находится в запущенном состоянии.

## История
В 1706 году Воронина башня была защищена земляной насыпью, которая была видна до конца XVIII века. 